# Orientacja marketingowa
To jeden z podstawowych paradygmatów marketingu.
Opiera się na założeniu, iż firma koncentruje się na potrzebach i preferencjach nabywców, określeniu i zaspokojeniu ich potrzeb w sposób efektywniejszy od konkurentów.
Głównym zadaniem przedsiębiorstwa jest dostosowanie produktu do zróżnicowanych preferencji i życzeń nabywców oraz tworzenie nowych potrzeb i rynków.
W ramach tej orientacji często stosuje się koncepcję marketingu mix (produkt, cena, dystrybucja, promocja) polegającą na stworzeniu produktu spełniającego oczekiwania nabywców, w odpowiedniej cenie, przy zastosowaniu kanałów dystrybucji i form promocji (np. reklama, sprzedaż osobista, promocja sprzedaży, public relations).
Jeśli firma dobrze zdefiniuje potrzeby klientów przed produkcją i zastosuje odpowiednią strategię marketingową, wtedy osiągnie zysk dzięki lojalności odbiorców.
Zwykle stosuje się analizę SWOT, określającą mocne i słabe strony przedsiębiorstwa oraz szanse i zagrożenia w otoczeniu, aby dobrze zaspokoić potrzeby nabywców.